# Сефід-Аб (Марказі)
Сефід-Аб (перс. سفيداب) — село в Ірані, у дегестані Куг-Панаг, в Центральному бахші, шагрестані Тафреш остану Марказі. За даними перепису 2006 року, його населення становило 143 особи, що проживали у складі 49 сімей.

## Клімат
Середня річна температура становить 11,37°C, середня максимальна – 31,07°C, а середня мінімальна – -10,98°C. Середня річна кількість опадів – 244 мм.
| Клімат поселення                              | Клімат поселення | Клімат поселення | Клімат поселення | Клімат поселення | Клімат поселення | Клімат поселення | Клімат поселення | Клімат поселення | Клімат поселення | Клімат поселення | Клімат поселення | Клімат поселення | Клімат поселення |
| Показник                                      | Січ.             | Лют.             | Бер.             | Квіт.            | Трав.            | Черв.            | Лип.             | Серп.            | Вер.             | Жовт.            | Лист.            | Груд.            |                  |
| Середній максимум, °C                         | 6,73             | 8,11             | 13,04            | 18,63            | 23,40            | 29,82            | 31,07            | 30,05            | 25,84            | 19,81            | 12,87            | 7,48             |                  |
| Середня температура, °C                       | −2,11            | −0,72            | 4,18             | 9,78             | 14,56            | 20,98            | 24,86            | 23,83            | 19,64            | 13,60            | 6,64             | 1,25             |                  |
| Середній мінімум, °C                          | −10,98           | −9,58            | −4,65            | 0,94             | 5,71             | 12,13            | 18,64            | 17,60            | 13,42            | 7,38             | 0,42             | −4,95            |                  |
| Норма опадів, мм                              | 33               | 34               | 45               | 34               | 30               | 4                | 1                | 1                | 0                | 9                | 21               | 32               |                  |
| Середньомісячна швидкість вітру, м/с          | 1.29             | 1.87             | 2.75             | 2.83             | 2.56             | 2.34             | 2.37             | 2.21             | 2.19             | 1.96             | 1.78             | 1.20             |                  |
| Середньомісячна сонячна радіація, кДж/м²·день | 9218             | 12308            | 14853            | 18284            | 22230            | 26755            | 26068            | 24013            | 20826            | 15450            | 10939            | 8980             |                  |
| --------------------------------------------- | ---------------- | ---------------- | ---------------- | ---------------- | ---------------- | ---------------- | ---------------- | ---------------- | ---------------- | ---------------- | ---------------- | ---------------- | ---------------- |
| Джерело:                                      |                  |                  |                  |                  |                  |                  |                  |                  |                  |                  |                  |                  |                  |